# Betaistina
Betaistina ou beta-histina é um fármaco antivertiginoso que melhora a microcirculação do ouvido interno. Análogo sintético da histamina (agonista débil H1 e antagonista H3 moderado no SNC), foi registrado pela primeira vez na Europa em 1970 para tratamento da síndrome de Ménière.
Não recomendada para asmáticos e pacientes com úlcera péptica, pode provocar como reações adversas  perturbações gastrintestinais, cefaleias e erupções  cutâneas.

## Interações medicamentosas
- Agonista beta2 - Promove redução dos efeitos deste grupo farmacológico.[1]
- Antagonista H1 - diminuem a resposta a betaistina.[1]